# Jordan Davis (basquetbol)
Jordan Davis   (Las Vegas, 6 de juny de 1997) és un jugador de bàsquet estatunidenc-Azerbaijaní del Baxi Manresa de la Lliga ACB i de la Lliga de Campions de Bàsquet. Va jugar al bàsquet universitari per la Universitat de Northern Colorado, on el 2019 va ser anomenat jugador de l'any de la Big Sky Conference.
Jordan Davis va aconseguir la nacionalitat d'Azervaidjan per a jugar a la seva selecció de bàsquet.

## Carrera de bàsquet universitari

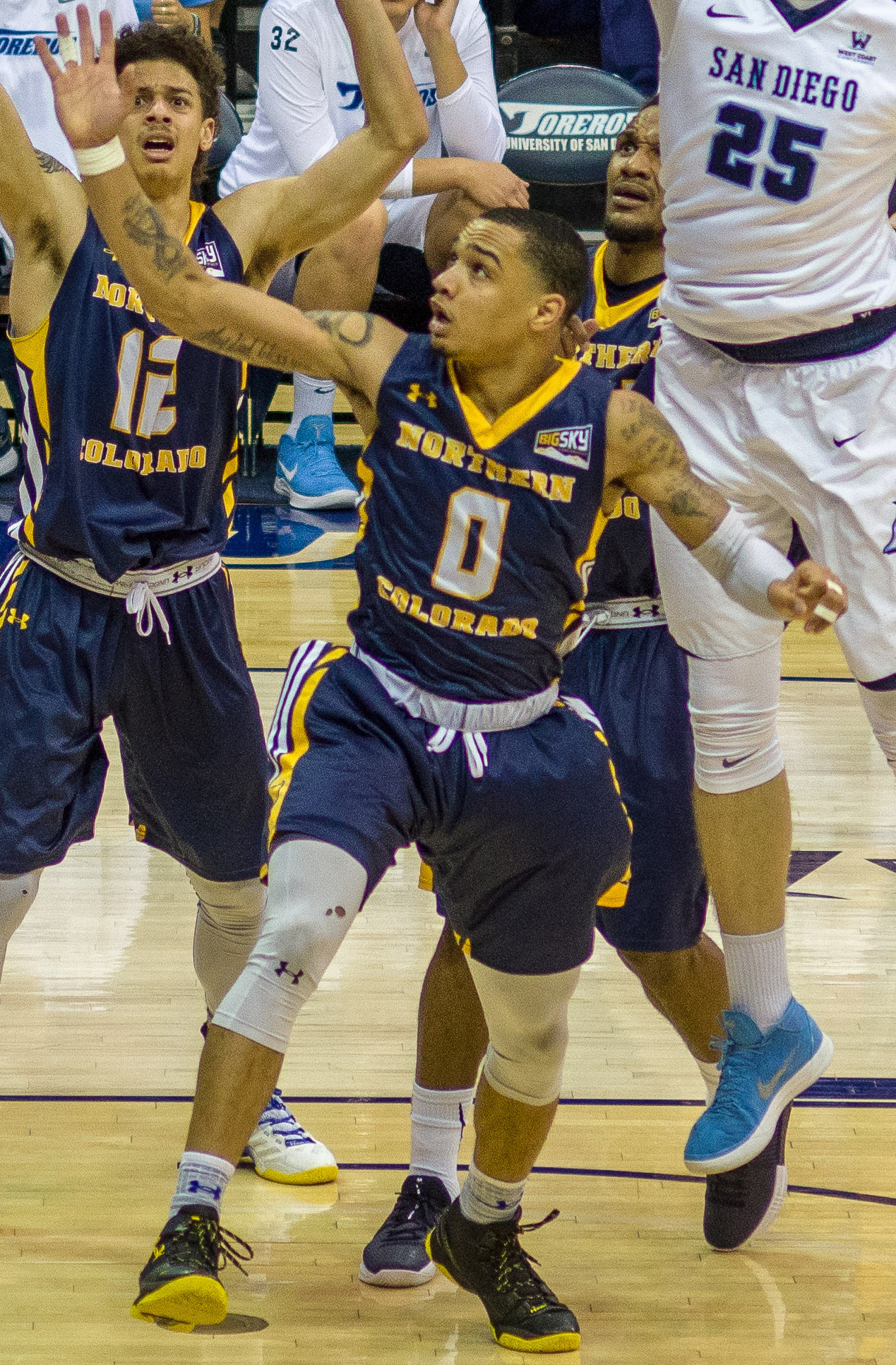
Davis, jugant pel Northern Colorado.

Davis començar a jugar al Northern Colorado després que al principi intentés entrar al Eastern Washington després que jugués a l'equip de l'institut de Canyon Springs a Las Vegas. Davis va esdevenir un starter en la seva primera temporada, aconseguint 11 punts, 3.6 rebots i 2.1 assistències pels the Bears. A les dues següents temporades va aconseguir entrar al tercer equip de la Conferència de Big Sky. En la seva temporada de juvenil, the Bears van guanyar el torneig collegeinsider.com. Després de la temporada Davis es va presentar al draft de l'NBA de 2018 però va decidir retornar al primer equip del Northern Colorado.
Va aconseguir diverses fites en la temporada sènior. Va passar dels 2.000 punts en un partit contra els Southern Utah. Més tard en aquesta temporada va esdevenir el màxim puntuador de tots els temps del The Bears el 16 de febrer, quan va aconseguir haver fet 2.112 punts. A la temporada, Davis va fer una mitjana de 23.4 punts, 4.7 rebots i 4.7 assistències i va acabar la temporada amb un total de 2.270 punts. Davis fou elegit com a membre del primer equip de la conferència Big Sky i com el jugador de l'any de la seva conferència.

## Carrera professional
Després d'haver participat en el draft de l'NBA del 2019, va fitxar pel Denver Nuggets per la lliga d'estiu de l'NBA del 2019. El 15 de juliol del 2019, Davis va fitxar pel Baxi Manresa.
El 15 de novembre de 2019 es va anunciar la desvinculació de Jordan Davis del club bagenc Baxi Manresa després d'anunciar el fitxatge del britànic Luke Nelson.

## Carrera internacional
El 2017, Davis Azerbaidjan li va atorgar la seva nacionalitat perquè jugués a la selecció de bàsquet de l'Azerbaidjan durant el campionat europeu sub-20 de la FIBA. Va obtenir el passaport azerbaidjaní i va jugar amb la selecció en el torneig. En aquest va aconseguir una mitjana de 26.8 punts i 10.3 rebots però l'equip no va aconseguir passar de la primera ronda del campionat.